# Stephanie Seymour
Pour les articles homonymes, voir Seymour.
Stephanie Michelle Seymour, née le 23 juillet 1968,, à San Diego en Californie (États-Unis), est un mannequin et une actrice, de nationalité américaine.

## Biographie
Sa mère est photographe. À l'âge de quatorze ans, après une série de castings sans succès, elle fait la connaissance d'Azzedine Alaïa, qui l'emploie aussitôt ; elle devient très proche du couturier,. Même si elle signe son premier contrat à l'âge de quatorze ans, c'est seulement un an plus tard que sa carrière débute réellement. En 1983 elle participe au concours  Elite Model Management Look of the Year et signe ensuite avec l'agence Elite. Bien que mineure, elle a alors une relation avec le patron de son agence de mannequinat, John Casablancas
Elle pose pour le magazine Sports Illustrated Swimsuit Issue en 1988, 1989 et 1991. En 1988, elle fait sa première couverture pour le Vogue américain, réalisée par Richard Avedon, photographe qu'elle mentionne fréquemment quand elle évoque son parcours.
Elle défile alors pour les maisons de couture Dolce & Gabbana, Chanel, Gianni Versace et Valentino.
De 1997 à 2000, elle est un « Ange » de la marque de lingerie Victoria's Secret.
Au cours de sa carrière, elle travaille avec les plus grands photographes de mode : Herb Ritts, Gilles Bensimon, Mario Testino ou encore Steven Meisel et pose en couverture de nombreux magazines, dont Vogue, Elle, Harper's Bazaar, Cosmopolitan et Allure.
Tout comme Cindy Crawford, Naomi Campbell, Claudia Schiffer, Christy Turlington et Tatjana Patitz, elle a contribué au phénomène de starisation des mannequins, survenu dans les années 1980 et 1990 avec les supermodels.
En 2000, elle est classée 91e personnalité féminine la plus sexy du monde par le magazine américain FHM.

### Cinéma et télévision
En 2000, Stephanie Seymour joue le rôle d'Helen Frankenthaler dans le film Pollock de Ed Harris.
En 2002, elle incarne Sara Lindstrom dans l'épisode Passion fatale de la série New York, section criminelle (2002).
En France, elle est surtout connue pour ses apparitions en maillot de bain jaune dans les publicités Pacific Force Anis réalisées par Just Jaeckin.
Elle apparaît dans deux vidéoclips du groupe Guns N' Roses : Don't Cry (1991) et November Rain (1992).

## Vie privée
En 1989, elle épouse le guitariste californien Tommy Andrews, avec qui elle a un fils, Dylan Thomas.
Ils divorcent un an plus tard, période pendant laquelle elle a une liaison avec l'acteur Warren Beatty.
En 1991, elle rencontre Axl Rose, le chanteur de Guns N' Roses. Cette relation sera la plus médiatisée et aussi la plus tumultueuse. Ils se sont mutuellement accusés de violences conjugales.
Elle fait alors la rencontre de son deuxième mari, l'éditeur et collectionneur d'art Peter Brant, dont elle souhaite divorcer en 2009 et avec lequel elle a eu trois enfants : Peter II, Harry et Lily Brant,. Stéphanie Seymour renonce à son divorce au cours de l'année 2010.
Son fils Harry Brant, âgé de 24 ans, meurt d'une overdose accidentelle de médicaments le 17 janvier 2021.

## Filmographie

### Cinéma
- 2000 : Pollock de Ed Harris : Helen Frankenthaler

### Télévision
- 2002 : New York, section criminelle : Sara Lindstrom

### Publications
- Stephanie Seymour, Stephanie Seymour’s Beauty Secrets for Dummies, 1998 (ISBN 978-0764550782).